# Erythrogonia gossana
Erythrogonia gossana är en insektsart som beskrevs av Medler 1963. Erythrogonia gossana ingår i släktet Erythrogonia och familjen dvärgstritar. Inga underarter finns listade i Catalogue of Life.